# Andres Anvelt
Andres Anvelt (né le 30 septembre 1969 à Tallinn) est un homme politique estonien, membre du Parti social-démocrate.
Entre le 26 mars 2014 et le 9 avril 2015, il est ministre de la Justice du gouvernement Rõivas I.
Du 23 novembre 2016 au 29 avril 2019, il est ministre de l'Intérieur du gouvernement Ratas I.